# Voitinel
Voitinel è un comune della Romania di 3 968 abitanti, ubicato nel distretto di Suceava, nella regione storica della Bucovina. 
Voitinel è divenuto comune autonomo nel 2004, staccandosi dal comune di Gălănești.